# Naczęsławice
Naczęsławice is een plaats in het Poolse district  Kędzierzyńsko-Kozielski, woiwodschap Opole. De plaats maakt deel uit van de gemeente Pawłowiczki en telt 515 inwoners.